# Erysimum pseudopurpureum
Erysimum pseudopurpureum är en korsblommig växtart som beskrevs av Adolf Polatschek. Erysimum pseudopurpureum ingår i släktet kårlar, och familjen korsblommiga växter. Inga underarter finns listade i Catalogue of Life.